# Mabinay
Mabinay is een gemeente in de Filipijnse provincie Negros Oriental. Bij de laatste census in 2007 had de gemeente bijna 71 duizend inwoners.

## Geografie

### Bestuurlijke indeling
Mabinay is onderverdeeld in de volgende 32 barangays:
| - Abis - Arebasore - Bagtic - Banban - Barras - Bato - Bugnay - Bulibulihan - Bulwang - Campanun-an - Canggohob | - Cansal-ing - Dagbasan - Dahile - Himocdongon - Hagtu - Inapoy - Lamdas - Lumbangan - Luyang - Manlingay - Mayaposi | - Napasu-an - New Namangka - Old Namangka - Pandanon - Paniabonan - Pantao - Poblacion - Samac - Tadlong - Tara |

## Demografie
Mabinay had bij de census van 2007 een inwoneraantal van 70.548 mensen. Dit zijn 6.097 mensen (9,5%) meer dan bij de vorige census van 2000. De gemiddelde jaarlijkse groei komt daarmee uit op 1,25%, hetgeen lager is dan het landelijk jaarlijks gemiddelde over deze periode (2,04%).